# Lema dels nuclis
En àlgebra lineal, el lema dels nuclis, també anomenat teorema de descomposició dels nuclis, és un resultat sobre reduccions d'endomorfismes. En un espai vectorial E sobre un cos K, si un operador u de E s'anul·la per un polinomi P(X) a coeficients dins K, aleshores aquest lema afirma que existeix una descomposició de E com a suma directa de subespais invariants per u. Aquests subespais invariants es defineixen com a nuclis de polinomis en u, i les projeccions corresponents també són polinomis en u.
La demostració trasllada la identitat de Bézout per polinomis a subespais vectorials. Com a resultat fonamental, el lema dels nuclis porta a la descomposició de Jordan–Chevalley i a la forma canònica de Jordan. De forma més simple, el lema dels nuclis apunta que un operador u és diagonalitzable si s'anul·la per un polinomi amb arrels simples.

## Enunciat
| Sigui {\displaystyle E} un espai vectorial sobre un cos commutatiu {\displaystyle K} i sigui {\displaystyle f} un endomorfisme de {\displaystyle E}. Si {\displaystyle P_{1},\ldots ,P_{n}\in K[X]} (amb {\displaystyle n\in \mathbb {N} ^{*}}) són primers dos a dos, llavors els subespais vectorials {\displaystyle V_{i}=\ker(P_{i}(f))} (on {\displaystyle 1\leq i\leq n}) estan en suma directa, i {\displaystyle \bigoplus _{i=1}^{n}\ker \left[P_{i}(f)\right]=\ker \left[\left(\prod _{i=1}^{n}P_{i}\right)(f)\right].} A més, la projecció de la suma directa sobre {\displaystyle V_{i}} paral·lelament a {\displaystyle \bigoplus _{j\neq i}V_{j}} és la restricció de {\displaystyle Q_{i}(f)} per un polinomi Qi. Lema dels nuclis |

## Demostració

### Reducció al casn= 2
Primerament, mostrarem per recurrència sobre {\displaystyle n} que, si el lema és cert per {\displaystyle n=2}, llavors també és cert per tot {\displaystyle n}. Pel cas {\displaystyle n=1} no hi ha res a demostrar (la projecció mencionada és la identitat, que és {\displaystyle Q(f)} amb Q el polinomi constant 1). Si {\displaystyle n>2}, escrivim {\displaystyle Q=P_{1}P_{2}\cdots P_{n-1}} i llavors {\displaystyle \textstyle \prod _{i=1}^{n}P_{i}=QP_{n}}, d'on {\displaystyle Q} és primer amb {\displaystyle P_{n}} (ja que, per la identitat de Bézout per polinomis, cadascun dels factors {\displaystyle P_{i}} de {\displaystyle Q} és invertible mòdul {\displaystyle P_{n}} i, per tant, també ho és el seu producte {\displaystyle Q}). El cas {\displaystyle n=2} ens diu que {\displaystyle \ker(QP_{n})(f)=\ker Q(f)\oplus \ker P_{n}(f)}, amb les projeccions corresponents donades per polinomis en l'endomorfisme f; la hipòtesi d'inducció ens permet descompondre {\displaystyle \ker Q(f)\,} com a suma directa dels {\displaystyle \ker P_{i}(f)\,} per {\displaystyle i=1,\ldots ,n-1}, i les projeccions de {\displaystyle \ker Q(f)\,} sobre aquests factors es componen amb la projecció sobre {\displaystyle \ker Q(f)\,} per donar finalment les projeccions desitjades {\displaystyle \ker(QP_{n})(f)\to \ker P_{i}(f)}.

### Casn= 2
Es pot veure de forma senzilla que l'espai {\displaystyle V=\ker(P_{1}P_{2})(f)} conté els espais {\displaystyle V_{i}=\ker P_{i}(f)\,} per {\displaystyle i=1,2} i, per tant, també conté la seva suma; ara es tracta de demostrar que la suma {\displaystyle V_{1}+V_{2}} és directa, i que és igual a tot V (amb les projeccions polinòmiques en {\displaystyle f\,}).
Per la identitat de Bézout, existeixen {\displaystyle Q_{1},Q_{2}\in K[X]} tals que {\displaystyle P_{1}Q_{1}+P_{2}Q_{2}=1} i, per tant, {\displaystyle (P_{1}Q_{1}+P_{2}Q_{2})(f)=\mathrm {id} _{E}} (la funció identitat de {\displaystyle E}). Notem que
{\displaystyle \pi _{i}=(P_{j}Q_{j})(f)\mid _{V}\,\in \mathrm {End} (V)\qquad \mathrm {on} ~\{i,j\}=\{1,2\}},
i llavors {\displaystyle \pi _{1}+\pi _{2}=\mathrm {id} _{V}\,} i {\displaystyle \pi _{1}(V_{2})=\pi _{2}(V_{1})=\{0\}\,}.
Per veure que la suma {\displaystyle V_{1}+V_{2}} és directa, considerem {\displaystyle x\in V_{1}\cap V_{2}}. Tenim que {\displaystyle x=\pi _{1}(x)+\pi _{2}(x)=0\,}, i la suma és, doncs, directa.
Per veure que {\displaystyle V_{1}+V_{2}=V}, considerem {\displaystyle x\in V}. Tenim que {\displaystyle x=\pi _{1}(x)+\pi _{2}(x)\,} amb {\displaystyle \pi _{1}(x)\in V_{1}\,}, ja que
{\displaystyle P_{1}(f)(\pi _{1}(x))=(P_{1}P_{2}Q_{2})(f)(x)=(Q_{2}P_{1}P_{2})(f)(x)=Q_{2}(f)(0)=0\,},
i similarment {\displaystyle \pi _{2}(x)\in V_{2}\,}. D'aquí concloem que {\displaystyle v\in V_{1}+V_{2}} i, per tant, {\displaystyle V=V_{1}+V_{2}}.
Finalment, les projeccions de {\displaystyle V=V_{1}\oplus V_{2}} sobre els factors són {\displaystyle \pi _{1}\,} i {\displaystyle \pi _{2}\,}: ja hem vist que la imatge de {\displaystyle \pi _{i}\,} està continguda a {\displaystyle V_{i}}, i que s'anul·la per l'altre factor; només resta veure que {\displaystyle \pi _{i}\,} és la identitat sobre {\displaystyle V_{i}}. Per {\displaystyle x\in V_{i}} tenim que {\displaystyle x=\pi _{1}(x)+\pi _{2}(x)=\pi _{i}(x)\,}, cosa que volíem demostrar.

## Aplicacions
El lema dels nuclis és útil per reduir endomorfismes. Per exemple:
| Sigui {\displaystyle E} un espai vectorial de dimensió finita sobre un cos {\displaystyle K} i sigui {\displaystyle f} un endomorfisme de {\displaystyle E}. Sigui {\displaystyle P\in K[X]} un polinomi anul·lador de {\displaystyle f} (per exemple, el seu polinomi mínim, o el seu polinomi característic, pel teorema de Cayley-Hamilton) i sigui {\displaystyle \prod _{i=1}^{n}P_{i}^{m_{i}}} la factorització de {\displaystyle P} en els polinomis {\displaystyle P_{i}} irreductibles i diferents. Llavors existeix una base {\displaystyle {\mathcal {B}}} de {\displaystyle E} i existeixen matrius {\displaystyle A_{i}\in \mathbf {M} _{n_{i}}(K)} tals que {\displaystyle \mathrm {Mat} _{\mathcal {B}}(f)={\begin{pmatrix}A_{1}&0&\dots &0\\0&A_{2}&\dots &0\\\vdots &\vdots &\ddots &\vdots \\0&0&\dots &A_{n}\end{pmatrix}};} on {\displaystyle n_{i}=\dim \ker P_{i}^{m_{i}}(f)} (de fet, la part de {\displaystyle {\mathcal {B}}} corresponent al bloc {\displaystyle A_{i}} és una base de {\displaystyle \ker P_{i}^{m_{i}}(f)}), i {\displaystyle P_{i}^{m_{i}}(A_{i})=0}. Reducció a una forma diagonal per blocs |